# Subventionsgesetz (Deutschland)
Das Subventionsgesetz (SubvG) ist ein deutsches strafrechtliches Nebengesetz, das einige Präzisierungen zum Tatbestand des in § 264 StGB definierten Subventionsbetrugs vornimmt. Das SubvG wurde seit seinem Inkrafttreten nicht geändert.
Das SubvG verpflichtet die für die Bewilligung der Subvention zuständige Behörde als „Subventionsgeber“ dazu, dem antragstellenden „Subventionsnehmer“ vor der Bewilligung bestimmte „subventionserhebliche Tatsachen“ zu bezeichnen (§ 2 Abs. 1, 2). Im Gegenzug ist der Subventionsnehmer verpflichtet, „dem Subventionsgeber unverzüglich alle Tatsachen mitzuteilen, die der Bewilligung, Gewährung, Weitergewährung, Inanspruchnahme oder dem Belassen der Subvention oder des Subventionsvorteils entgegenstehen oder für die Rückforderung der Subvention oder des Subventionsvorteils erheblich sind“ (§ 3 Abs. 1, 2). Außerdem sind Bestimmungen zu Scheingeschäften (§ 4 Abs. 1), zum Missbrauch von Gestaltungsmöglichkeiten (§ 4 Abs. 2), zur Herausgabe von Subventionsvorteilen (§ 5) und über die Pflicht sämtlicher Gerichte und Behörden, den Verdacht eines Subventionsbetruges den Strafverfolgungsbehörden mitzuteilen (§ 6), getroffen. Pflichtwidriges Unterlassen der Verdachtsmitteilung erfüllt den Tatbestand der Strafvereitelung (§ 258 StGB).

## Verhältnis zum Landesrecht
Auf die Einschränkung nach § 1 Abs. 2 SubvG, dass die §§ 2–6 SubvG nur soweit für landesrechtliche Subventionsleistungen im Sinne von § 264 StGB gelten, wie das Landesrecht dies bestimmt (§ 1 Abs. 2 SubvG), haben die meisten Länder reagiert, indem sie sich den Bestimmungen der §§ 2–6 SubvG per Landesgesetz angeschlossen haben, so z. B. Bayern, Baden-Württemberg oder Nordrhein-Westfalen.